# Pál Forgách il vecchio
Pál Forgách (Ungvár, 23 gennaio 1677 – Nagyszombat, 29 novembre 1746) è stato un presbitero ungherese, canonico di Esztergom, conte e consigliere imperiale e reale di Casa d'Austria.

## Biografia
Figlio del conte András Forgách e di Krisztina Drugeth. Dopo la morte, nel 1712, della moglie Emerentia Révay (dalla quale ebbe numerosi figli, il più noto dei quali fu l'omonimo Pál Forgách), nel 1717 si fece prete. Nominato Proposto di S. Irene poi canonico cantore della cattedrale di Esztergom, con responsabilità sulle cattedrali di Turňa nad Bodvou e Komárom.

## Opere
- Pauli Forgách Descriptio Scapularia Immaculatae Conceptionis B. M. V. Tyrnaviae, 1724, ms.
- Memorabilia de templo modo metropolitano S. Nicolaum Episcopum et Confessorem Libera ac Regia Civitate Tyrnaviae Anno 1727, ms.